# Zwei Linden an der B305 in Groissenbach
Die Zwei Linden an der B305 in Groissenbach (Status Sept. 2023) sind der Rest von ursprünglich 23 Bäumen, die am 21. Dezember 1961 vom Landratsamt Traunstein als punktförmige Naturdenkmäler unter Schutz gestellt wurden. Sie werden vom Bayerischen Landesamt für Umwelt unter der Nummer ND-01326 gelistet.

## Standort
Die verbliebenen beiden Linden stehen in Reit im Winkl, Ortsteil Groissenbach, westlich der Einmündung der Blindauer Straße in die Weitseestraße (B305) auf Fl. Nr. 212/92 der Gemarkung Forst Reit im Winkl (ehemals Fl. Nr. 121/11).

## Ursprünglicher Umfang des Schutzes

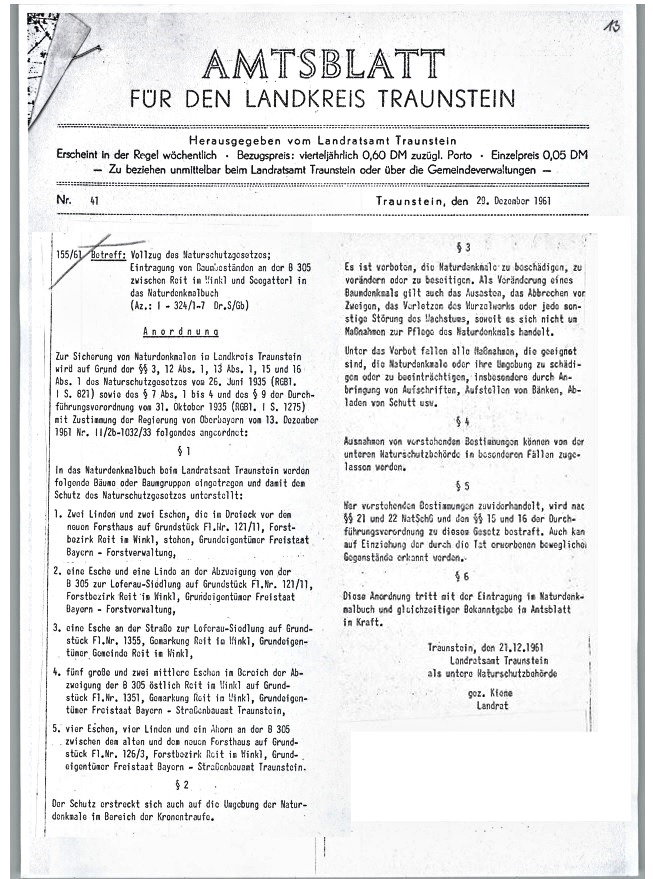
Text der Verordnung

Ursprünglich waren 23 Bäume (15× Esche, 7× Linde, 1× Ahorn) unter Schutz gestellt.
| Pos. | Bäume                        | Örtlichkeiten                                                         | Gemarkung                 | Eigentümer             |
| ---- | ---------------------------- | --------------------------------------------------------------------- | ------------------------- | ---------------------- |
| 1    | 2× Esche, 2× Linde           | im Dreieck vor dem neuen Forsthaus, Fl. Nr. 121/11                    | Forstbezirk Reit im Winkl | Freistaat Bayern       |
| 2    | 1× Esche, 1× Linde           | an der Abzweigung der B305 zur Loferau-Siedling, Fl. Nr. 121/11       | Forstbezirk Reit im Winkl | Freistaat Bayern       |
| 3    | 1× Esche                     | an der Straße zur Loferau-Siedlung auf Fl. Nr. 1355                   | Gemarkung Reit im Winkl   | Gemeinde Reit im Winkl |
| 4    | 7× Esche                     | im Bereich der Abzweigung B305 östlich Reit im Winkl auf Fl. Nr. 1351 | Gemarkung Reit im Winkl   | Freistaat Bayern       |
| 5    | 4× Esche, 4× Linde, 1× Ahorn | an der B305 zwischen altem und neuem Forsthaus                        | Forstbezirk Reit im Winkl | Freistaat Bayern       |